# Pnigomenus kuscheli
Pnigomenus kuscheli là một loài bọ cánh cứng trong họ Cerambycidae.